# Ferestrău-Oituz, Bacău
Ferestrău-Oituz (în trecut, Herăstrău sau Ferăstrău; în maghiară Fűrészfalva) este un sat în comuna Oituz din județul Bacău, Moldova, România.